# Carl Monssen
Carl Monssen   (Bergen, 13 de juliol de 1921 - Bergen, 25 de febrer de 1992) fou un remer noruec que va competir durant les dècades de 1940 i 1950.
El 1948 va prendre part en els Jocs Olímpics de Londres, on guanyà la medalla de bronze en la prova del vuit amb timoner del programa de rem. En el seu palmarès també destaca una medalla de bronze i una de plata en el quatre sense timoner al Campionat d'Europa de 1949 i 1953 respectivament.